# HMS Pompee
HMS Pompee (Корабль Его Величества «Помпей») — 74-пушечный линейный корабль третьего ранга. Единственный корабль Королевского флота,
названный HMS Pompee, в честь Гнея Помпея Великого, древнеримского государственного деятеля и полководца. Первоначально был французским судном типа Temeraire, но был передан британцам французскими роялистами во время осады Тулона. Впоследствии корабль вошёл в состав Королевского флота, сохранив своё первоначальное название. Он продолжал службу до 1817 года, приняв участие во многих сражениях периода Французских революционных и Наполеоновских войн, в том числе в Сражении в заливе Альхесирас.

## Служба
Корабль был введен в эксплуатацию в феврале 1793 года под командованием капитана Пулена. Весной 1793 года Pompee стоял на
якоре в Тулоне, когда роялисты позвали туда британский флот адмирала Худа. Когда республиканские войска, которые возглавлял молодой капитан Наполеон Бонапарт, взяли штурмом важнейший форт Мальбуке, а после заняли другой форт, Эгийет, англо-испанской эскадре невозможно было оставаться как на большом, так и на малом рейде, и потому Худ приказал, посадив гарнизон на суда, немедленно сняться с якоря. Из 46 французских судов, стоявших на рейде в гавани, 9 было предано пламени англичанами, 12 ушли в море вместе с союзниками, и лишь 25 кораблей попали обратно в руки республиканцев. Среди кораблей, переданных англичанам, был и Tonnant.
Он прибыл в Портсмут 3 мая 1794 года и был принят в состав Королевского флота, сохранив своё первоначальное название. По прибытии в порт с него были сняты чертежи, которые затем послужили основой для кораблей типа Pompée. Он был введен в эксплуатацию в мае 1795 года Чарльза Эдмунда Нугента и вошёл в состав флота Канала.
В августе 1795 года Нугента на посту капитана корабля сменил Джеймс Вашон. Именно он командовал кораблем, когда в апреле — мае 1797 года экипаж Pompee принял участие в мятеже в Спитхеде. 15 апреля моряки на 16 кораблях Флота Канала под командованием адмирала Александра Худа отказались выйти в море, а 17 апреля представили список своих требований. Основными требованиями были увеличение жалования, отмена 14-унциевого «баталерского
фунта» и снятие некоторых непопулярных офицеров. Когда с помощью лорда Хау, популярного среди матросов, мятеж был погашен,
корабли вышли в море.

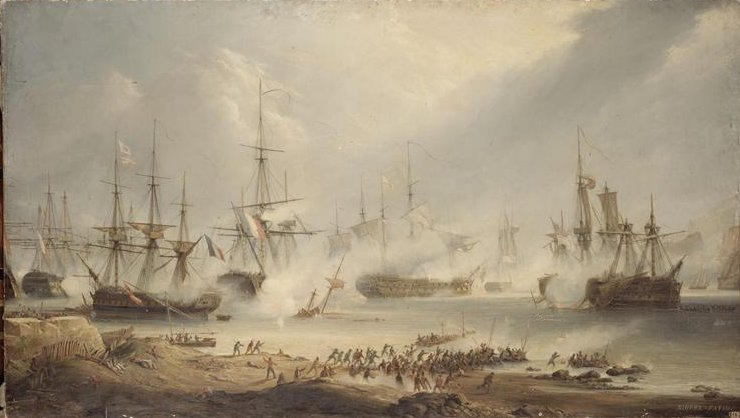
Сражение в заливе Альхесирас

6 июля 1801 года Pompee вместе с ещё 5 линейными кораблями под командованием контр-адмирала Джеймса Сумареса атаковал на Альхесирасском рейде французскую эскадру под командованием контр-адмирала Шарля Линуа. Хотя англичане нанесли серьёзные повреждения всем трем французским линейным кораблям, ни один из них не был захвачен, и англичане вынуждены были отступить, оставив севший на мель Hannibal на произвол судьбы. В 2 часа дня Hannibal сдался. В самом начале сражения Pompee по какой-то причине развернуло течением и кораблю грозила лобовая атака бортовым залпом Formidable, при этом сам Pompee мог обстреливать только береговые батареи и канонерки орудиями правого борта. Так как ветер совсем стих, корабль оказался в сложном положении. Лишенный возможности маневрировать, попав под сильный огонь стоящего на якоре Formidable, нескольких испанских береговых батарей и канонерских лодок, он был очень сильно поврежден, его такелаж и паруса были разорваны в клочья, хотя он и сохранил свои мачты. Чтобы спасти повреждённый Pompee Сумарес послал к нему несколько шлюпок, которые и отбуксировали корабль в Гибралтар. В сражении он потерял 15 человек убитыми и 69 ранеными.
Потерпев поражение на рейде города Альхесирас, Сумарес в ночь с 12 на 13 июля 1801 года вновь атаковал эскадру контр-адмирала Линуа, которая к тому времени соединилась с испанской эскадрой из пяти линейных кораблей, под командованием вице-адмирала Хуана де Морено. На этот раз удача оказалась на стороне англичан: в результате сражения был захвачен один французский корабль, а 2 испанских 112-пушечных корабля, приняв в темноте друг друга за неприятеля, свалились и вместе взлетели на воздух. Однако Pompee не принимал участия в этом сражении, так как был слишком сильно поврежден и его просто не успели отремонтировать к началу битвы.

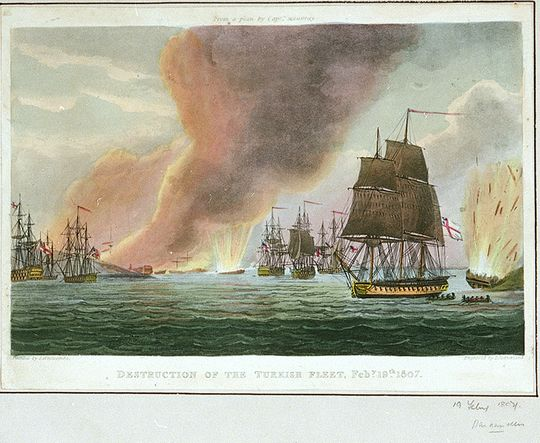
Сражение при Абидосе

Pompee, под командованием капитана Ричарда Дакреса, также принимал участие в неудачной Дарданелльской операции 1807 года
вице-адмирала сэра Джона Дакворта. 19 февраля Pompee потерял пять человек ранеными в сражении при Абидосе. Возле редута на мысе мыса Песк британский флот столкнулся с турецкой эскадрой из одного 64-пушечного линейного корабля, четырёх фрегатов и восьми других судов, большинство из которых они вынудили выброситься на мель. Морские пехотинцы овладели батареей, заклепали пушки и уничтожили станки. Стоявшие на мели турецкие корабли были абордированы англичанами на шлюпках и уничтожены.
22 марта Pompee в составе эскадры Джона Дакворта прибыл к Александрии, где принял участие в неудачной Александрийской экспедиции. Хотя британская эскадра оставалась в гавани до окончания экспедиции, основные действия
происходили на берегу, а потому Pompee не принял в ней никакого участия.
26 июля 1807 года Pompee в составе флота из 38 судов отплыл к Копенгагену. В составе эскадры адмирала Джеймса Гамбье принял участие в осаде и бомбардировке Копенгагена, завершившего капитуляцией города и передачей всего датского флота англичанам.
20 октября 1808 года Pompee, находясь в двух днях пути от Барбадоса, обнаружил и после 18-часовой погони захватил французский корвет Pilade. Он был вооружен четырнадцатью 24-фунтовыми карронадами и двумя длинными 9-фунтовыми пушками и имел экипаж из 109 человек под командованием лейтенанта Кокерела. Судно вышло в море восемь дней назад из Мартиники.
В январе 1809 года Pompee, под командованием капитана Джорджа Кокберна, вошёл в состав эскадры контр-адмирала Александра Кокрейна которой было поручено захватить Мартинику. Силы вторжения, состоящие из 44 судов и транспортов, перевозящие 10 000 солдат под командованием генерал-лейтенанта Джорджа Беквита, отплыли к Мартинике 28
января. Эскадра прибыла к острову 30 января, и 3000 солдат под командованием генерал-майора Фредерика
Мейтленда были высажены на берег не встретив сопротивления. 600 солдат были высажены на берег в районе мыса Соломон с борта
74-пушечного Belleisle под командованием капитана Уильяма Чарльза Фахи. Оставшаяся часть
армии из 6500 человек была высажена в северной части острова под командованием генерал-майора сэра Джорджа Прево. Французский гарнизон был вынужден отступить к нескольким укрепленным позициям, последняя из которых сдалась 24 февраля 1809
года.
Эскадра Кокрейна всё ещё оставалась в районе острова, когда в марте 1809 года в Карибское море прибыла французская эскадра,
состоящая из трёх 74-пушечных кораблей (Hautpoult, Courageux и Polonais) и двух фрегатов (Félicité и Furieuse), под командованием коммодора Амабля Троуда. Узнав, что Мартиника находится в руках англичан, Троуд бросил якорь вблизи Иль-де-Сент. Кокрейн решил ликвидировать эту угрозу, высадив на островах несколько отрядов и установив тяжёлые орудия на возвышениях. Троуд был вынужден выйти в море, после чего эскадра Кокрейна устремилась за ним в погоню. Преследование продолжалось несколько дней, в итоге большей части французской эскадры удалось уйти, но 74-пушечный корабль Hautpoult отстал от остальных кораблей и в итоге был настигнут Pompee, который вступил с ним в бой. После короткой перестрелки Hautpoult, который уже до этого был серьёзно поврежден британскими фрегатами, спустил флаг и сдался экипажу Pompee. В этом бою у Pompee были сильно повреждены паруса и такелаж и он потерял 9 человек убитыми и 30 ранеными.
В январе 1810 года Pompee служил флагманом вице-адмирала Александра Кокрейна во время вторжения в Гваделупу. 27 января эскадра Кокрейна подошла к острову, а 28 января войска под командованием генерал-лейтенанта сэра Джорджа Беквита высадились на берег, не встретив сопротивления: один отряд в деревне Сент-Мари, второй в двух милях от Бас-Тера. 3 февраля между британцами и французами произошло несколько коротких стычек, в каждой из которых победа была на стороне британцев. На следующее утро французы подняли белые флаги на всех своих позициях, 5 февраля обсуждались условия капитуляции, а 6 февраля остров Гваделупа сдался британским войскам. Британская армия потеряла 52 человека убитыми, 250 ранеными, и семь пропавшими без вести. Военно-морской флот потерь не понес.
Pompee был переоборудован для службы в качестве плавучей тюрьмы с сентября 1810 по январь 1811 года. Он оставался в этом
качестве до января 1817 года, после чего было принято решение отправить корабль на слом.